# Мюллер, Герман (политик)
Ге́рман Мю́ллер (Hermann Müllerо файле; 18 мая 1876, Мангейм — 20 марта 1931, Берлин) — немецкий социал-демократический политик, глава последнего веймарского правительства, опиравшегося на парламентское большинство.

## Биография
Герман родился в Мангейме в семье директора завода шампанских вин. Начальную школу посещал в Мангейме, Кёцшенброде (пригороде Радебойля, где находился отцовский завод) и Дрездене. Затем обучался на коммерсанта во Франкфурте-на-Майне и работал торговым ассистентом во Франкфурте и Бреслау. В 1899—1906 годах работал редактором газеты Görlitzer Volkszeitung. В 1902 году женился на Фриде Токкус, умершей в 1905 году от осложнений после родов дочери Аннемари. В 1909 году Мюллер женился во второй раз на Готлибе Егер, в следующем году на свет появилась дочь Эрика.
Мюллер умер 20 марта 1931 года от последствий операции на желчном пузыре. Могила Германа Мюллера находится в Мемориале социалистов на Центральном кладбище Фридрихсфельде в Берлине.

## Член СДПГ

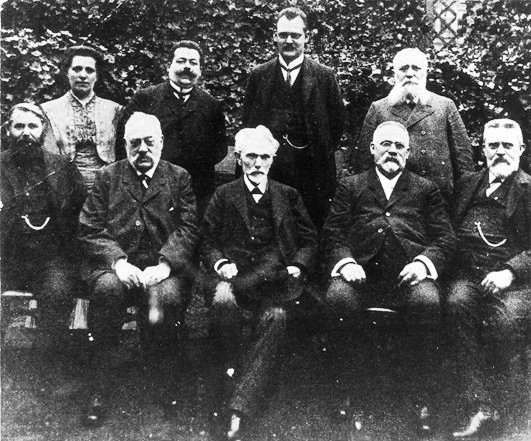
Руководство СДП 1909. Верхний ряд: Луиза Зейц, Фридрих Эберт, Герман Мюллер, Роберт Венгельс. Нижний ряд: Карл Алвин Гериш, Пауль Зингер, Август Бебель, Вильгельм Пфаннкух, Герман Молькенбур

Мюллер вступил в СДПГ в 1893 году. В 1906 году по предложению Августа Бебеля был избран в правление партии и руководил отделом партийной прессы. В этой должности ему удалось создать при СДПГ собственное информационное агентство, чтобы партийные газеты были в меньшей зависимости от буржуазных информационных агентств. Во время Первой мировой войны Мюллер поддержал политику классового мира, но в августе 1914 года на встрече в Париже как представитель СДПГ пытался убедить французских и немецких социал-демократов в необходимости воздержаться в голосовании по вопросу военных кредитов. В январе 1919 года вместе с Отто Вельсом стал сопредседателем партии. Мюллер был членом Рейхсбаннера, организации, объединившей представителей СДПГ, центристов и НДП в защиту республики.

## Депутат
В 1903—1906 годах Мюллер был членом городского собрания Гёрлица. В 1908 году он безуспешно выдвигал свою кандидатуру на выборы в прусский ландтаг. В 1916—1918 годах — депутат рейхстага, от избирательного округа Райхенбах-Нойроде. В 1919—1920 годах был депутатом Веймарского национального собрания. С 1920 года и вплоть до своей смерти являлся депутатом рейхстага. С 1920 по 1928 год председательствовал в парламентской фракции СДПГ.

## Государственные должности
После Ноябрьской революции с 11 ноября по 21 декабря 1918 года Герман Мюллер участвовал в работе исполнительного комитета совета рабочих и солдатских депутатов Большого Берлина, затем центрального комитета вплоть до формирования правительственного кабинета Шейдемана.
С 21 июня 1919 по 26 марта 1920 года Мюллер возглавлял министерство иностранных дел в имперском правительстве Густава Бауэра. В этой должности Герман Мюллер подписывал Версальский договор. С 27 марта по 6 июня 1920 года Мюллер находился на посту рейхсканцлера Веймарской республики. На съезде СДПГ в октябре 1920 года Мюллер прокомментировал настроение СДПГ по выходу из правительства Веймарской республики так: «никто из нас не испытывает страстного желания снова войти в правительство». Исследователи Поттхофф Х и Миллер С. описали воспринимаемый в партии итог участия СДПГ в правительстве так: «именно опыт её полуторагодичной деятельности в правительстве до июня 1920 г., когда сторонники толпами покидали её ряды, научил партию тому, что бремя правительственной ответственности можно взваливать на себя лишь в крайнем случае».
28 июня 1928 года Мюллер был вновь назначен рейхсканцлером. Именно правительство Мюллера приняло план Юнга. Предыдущим правительством был заложен первый броненосец типа «Дойчланд» в Германии, однако его реализация должна была быть заложена в бюджет уже в кабинете Мюллера. Это вызвало негодование в СДПГ: социал-демократы перед выборами в Рейхстаг 1928 года вели агитацию против проекта постройки броненосца под лозунгом: «Детское питание вместо броненосцев». Поэтому Мюллер ради сохранения единства партии вместе с другими депутатами СДПГ проголосовал против проекта собственного правительства — но он всё равно прошёл, так как, кроме СДПГ, его не поддержала лишь КПГ, что составляло меньшинство в парламенте.  
После начала Великой депрессии резко выросло число безработных и, как следствие, нагрузка на государственный фонд по страхованию безработных. Правительство Мюллера пыталось компенсировать дефицит средств в фонде через повышение обязательно отчисляемой доли и оставшихся работников, и работодателей. Однако правая партия в  коалиции — ННП — находилась под сильным влиянием лобби промышленников — и требовала просто сократить пособия по безработицы в рамках политики жёсткой экономии. В результате коалиционных переговоров правительство Мюллера пришло к компромиссу, однако он был ближе к видению ННП. Депутаты СДПГ предложение не поддержали и на внутреннем съезде решили выйти из коалиции. 27 марта 1930 года Кабинет Германа Мюллера ушёл в отставку.
Герману Мюллеру удалось создать «большую коалицию», в последний раз за историю Веймарской республики. Однако этот союз, включавший в себя представителей СДПГ, НДП, ННП, БНП и партии Центра, оказался непрочным. Коалиция погрязла в межпартийных спорах по бюджетным вопросам в условиях разразившейся Великой депрессии, вследствие чего преемник Мюллера Генрих Брюнинг предпочёл опираться не на парламентское большинство, а на чрезвычайные указы президента Гинденбурга.